# Scoriodyta rakautarensis
Scoriodyta rakautarensis är en fjärilsart som beskrevs av Peter Hättenschwiler 1989. Scoriodyta rakautarensis ingår i släktet Scoriodyta och familjen säckspinnare. Inga underarter finns listade.